# Liczba stopni swobody (statystyka)
Liczba stopni swobody, df (ang. degrees of freedom) – liczba niezależnych wyników obserwacji pomniejszona o liczbę związków, które łączą te wyniki ze sobą.
Liczbę stopni swobody można utożsamiać z liczbą niezależnych zmiennych losowych, które wpływają na wynik. Inną interpretacją liczby stopni swobody może być: liczba obserwacji minus liczba parametrów estymowanych przy pomocy tych obserwacji.
Liczba stopni swobody ogranicza liczbę parametrów, które mogą być estymowane przy użyciu danej próby.
- Jeśli mamy do czynienia z jedną próbką losową zawierającą {\displaystyle n} obserwacji, z której estymujemy jeden parametr (powiedzmy, wartość oczekiwaną) to w rezultacie pozostaje nam {\displaystyle n-1} stopni swobody do dalszej estymacji (na przykład wariancji).
- W przypadku dwóch próbek o {\displaystyle n_{1},n_{2}} obserwacjach, zwykle musimy estymować dwie wartości oczekiwane, a zatem pozostaje nam {\displaystyle n_{1}+n_{2}-2} stopni swobody.

Przykład zastosowania: Wykonując test chi-kwadrat, liczbę stopni swobody wyznaczamy w następujący sposób: mnożymy liczbę wierszy w tabeli pomniejszoną o 1 przez liczbę kolumn w tabeli również pomniejszoną o 1. Wynik mnożenia jest liczbą stopni swobody. Równanie to można opisać następującym wzorem {\displaystyle \mathrm {df} =(w-1)(k-1).} W przypadku tabeli {\displaystyle 2\times 2} mamy 1 stopień swobody, gdyż {\displaystyle \mathrm {df} =(2-1)(2-1)=1\times 1=1.} Oznacza to, że znając wartości brzegowe (100 mężczyzn, 100 kobiet, 100 osób za aborcją i 100 osób przeciw aborcji), wpisanie dowolnej liczby w wolną kratkę poniższej tabeli determinuje wszystkie pozostałe liczby w wolnych kratkach w tabeli.
|                 | Mężczyźni | Kobiety | Razem |
| Za aborcją      |           |         | 100   |
| Przeciw aborcji |           |         | 100   |
| Razem           | 100       | 100     | 200   |